# Медианта (математика)
Медиантой двух дробей {\displaystyle {\frac {a}{b}}} и {\displaystyle {\frac {c}{d}}} с положительными знаменателями называется дробь, числитель которой равен сумме числителей, а знаменатель — сумме знаменателей двух данных дробей:
{\displaystyle {\frac {a+c}{b+d}}.} 

## Свойства
Медианта двух дробей заключена между ними, то есть
если {\displaystyle {\frac {a}{b}}<{\frac {c}{d}}}, то {\displaystyle {\frac {a}{b}}<{\frac {a+c}{b+d}}<{\frac {c}{d}}}.
Это свойство является следствием соотношений
{\displaystyle {\frac {a+c}{b+d}}-{\frac {a}{b}}={{bc-ad} \over {b(b+d)}}={d \over {b+d}}\left({\frac {c}{d}}-{\frac {a}{b}}\right)>0}
и
{\displaystyle {\frac {c}{d}}-{\frac {a+c}{b+d}}={{bc-ad} \over {d(b+d)}}={b \over {b+d}}\left({\frac {c}{d}}-{\frac {a}{b}}\right)>0.}
Если записать 2 дроби, а потом несколько раз между каждыми 2 соседними дробями их медианту, то получится ряд Фарея.

## История
Понятие медианты двух дробей введено А.Я.Хинчиным в теории цепных дробей для целей лучшего уяснения взаимного расположения и закона последовательного образования промежуточных дробей. Однако, в теории цепных дробей, для исследования промежуточных дробей, термин «медианта» не прижился. В других математических науках, например, в математическом анализе и в теории обыкновенных дифференциальных уравнений свойства медианты n отношений действительных чисел использовались при доказательстве некоторых положений, хотя само определение понятия медианты не было дано. Косвенно, наиболее широкое использование медианты n отношений действительных чисел нашло в прикладной математике, в частности в математической статистике. Но определение медианты в этих работах также не было дано. Морис Клайн, по сути, заново «открыл» медианту, предложив «футбольную арифметику» сложения дробей. Такое сложение М.Клайн использовал для определения средней результативности футбольного игрока нападающего за две игры. Им также рассмотрены случаи определения эффективности торговли и средней скорости автомобиля на основе скоростей на двух участках пути.
В настоящее время медианта используется в демографии и биологии.

## Примеры использования
- Бинарное дерево Штерна — Броко
- Функция Минковского